# ZMapp
ZMapp是一种用来产生对埃博拉病毒免疫反应的药物，该药物是三个人源化抗体的血清混合物。  2014年7月31日，该药物在病人上开始了第一次试验。两位感染了埃博拉病毒的美国人接受了治疗。一位患者在施药后都有了好转的迹象、另一位因有併發症而宣告死亡。 2014年8月22日院方召開記者會表示1人已完全康復，不過院方指他們不清楚Zmapp是否有效，也不確定患者是因藥物康復或是自行康復，也不清楚2位病患接受的實驗性治療，是否會出現長期的副作用，但感染伊波拉康復的病人，不會再復發也不具傳染性，並指出營養比較好的病患通常有比較高的存活率。另一名在賴比瑞亞感染伊波拉病毒的75歲西班牙神父也使用ZMapp，但也宣告不治。
ZMapp是由Mapp生物制药公司开发的，是Mapp生物制药（圣迭戈）、LeafBio（Mapp生物制药的商业部门）、Defyrus公司（多伦多）、美国政府以及加拿大公共卫生署联合的成果。该抗体出自十几年前由美国军方资助的研究项目。 美国国防威胁降低局已经宣布，基于“良好的前景”，将追加对Mapp生物制药的投资。